# Пакиам, Мёрфи Николас Ксавьер
Мёрфи Николас Ксавьер Пакиам (6 декабря 1938 год, Тапах, Малайзия) — католический прелат, архиепископ Куала-Лумпура с 24 мая 2003 года по 13 декабря 2013 года.

## Биография
Родился 6 декабря 1938 года в селении Тапах, Малайзия. 10 мая 1964 года был рукоположён в священники.
1 апреля 1995 года Римский папа Иоанн Павел II назначил его вспомогательным епископом Куала-Лумпура и титулярным епископом Чунавии. 4 октября 1995 года состоялось его рукоположение в епископы, которое совершил архиепископ Куала-Лумпура Антоний Сотер Фернандес в сослужении с епископом Малакки-Джохора Джеймсом Чан Сун Ченгом и епископом Пинанга Антонием Селванаягамом.
24 мая 2003 года Римский папа Иоанн Павел II назначил его архиепископом Куала-Лумпура.
13 декабря 2013 года подал в отставку.